# Mohamed Hamdan Dogolo
Mohamed Hamdan Dogolo (ar : محمد حمدان دقولو) (var. : Dagalo, Daglo, Daglu) alias Hemeti (ar : حميدتي) (var. : Hemedti, Hemeidti, Himeidti, Hemmeti, Hemetti, Himeiti, « petit Mohamed »), né en 1975, est un chef de guerre soudanais.
Il est le commandant de l'une des plus puissantes milices génocidaires du Darfour pro-gouvernementales, dite janjawid, dans la guerre du Darfour, puis le chef d'unités régulières paramilitaires qui ne sont en fait que des milices janjawid officialisées, à savoir la Brigade du renseignement aux frontières et depuis 2013 les Forces de soutien rapide (FSR). Cette milice mène depuis avril 2023 une rébellion contre les forces armées soudanaises et contrôle à ce jour certaines parties de la région de la capitale Khartoum, certaines parties de la capitale à proprement parler et de la région du Darfour.
En 2019, à la suite de la chute du régime d'Omar el-Bechir, il devient le numéro deux du Conseil militaire de transition, puis du Conseil de souveraineté, tous deux présidés par le général Abdel Fattah al-Burhan.
Le 11 novembre 2021, il est nommé vice-président du Conseil de souveraineté de transition de la République du Soudan.
Dogolo est considéré comme l’homme le plus riche du Soudan; il emploie sa fortune sans compter pour blanchir son image à la recherche d'une reconnaissance internationale servant ses ambitions politiques.

## Jeunesse et famille
Mohamed Hamdan Dogolo, un arabophone des Mahariya des Rizeigat, une tribu membre du peuple baggara, est le neveu de Juma Dogolo, leader du clan Aoulad Mansour au sein des Mahariya. Ce dernier aurait dirigé la première grande attaque contre le gouvernement par les Janjawids sur la montagne centrale de Jebel Marra sur Kidinjir, quatre mois avant que les rebelles du Darfour se soient déclarés. Dogolo quitte l’école après le primaire, devenant marchand de chameaux avant de partir faire ses classes dans les rangs de la milice arabe des Janjawid.  
Avant l'éclatement de la guerre du Darfour, Dogolo était issu d'une famille de marchands de bétails, d'industriels, de propriétaires miniers et d'entreprises téléphoniques : il est issu d'une famille disposant d'un « empire industriel »,. Une source indique qu'il aurait été bandit de grand chemin avant la guerre, mais cette affirmation a été réfutée par le journaliste et chercheur Jerome Tubiana, spécialiste du Soudan et anciennement membre du International Crisis Group.

## Guerre du Darfour
Dogolo aurait été approché par les autorités soudanaises après que des Zaghawas aient attaqué une de ses caravanes, volé 3 400 animaux, et enlevé 77 personnes dont 10 membres de sa famille. Mohamed Hamdan Dogolo et ses hommes ont ainsi été recrutés et armés par le gouvernement soudanais pour combattre les rebelles en 2003 et assurer la sécurité de la zone de Nyala.

### Création de la milice et massacres d'Adwa
La milice arabe rizeigat qu'il dirige est impliquée dans l'attaque sur le village d'Adwa le 18 mars 2004, une opération planifiée en coordination avec le gouvernement soudanais. Dogolo a aussi été l'un des dirigeants d'un massacre plus important à Adwa le 23 novembre 2004. L'attaque de novembre a commencé le matin à 6h00. Sous les ordres de Dogolo et en participant directement avec ses hommes, la milice rizeigat a tué 126 habitants du village, a brûlé toutes les maisons, a violé des filles et a détenu des femmes pendant deux jours. Dogolo a dit aux enquêteurs de l'Union africaine que le massacre a été planifié avec le gouvernement pendant plusieurs mois. La milice a brûlé des corps et jeté d'autres dans des puits afin de cacher des preuves.
En septembre 2006, il aurait été reçu à deux reprises par le président Omar el-Bechir qui souhaitait l'encourager à mener une offensive à Um Sidr et Kiryari, dans le nord du Darfour, prises peu de temps auparavant par les rebelles.
La milice a ensuite fait défection en 2007 à la suite du mécontentement général des Arabes sur le résultat de l'accord d'Abuja conclu en 2006, et signé un pacte avec le MLS de Abdelwahid al-Nour. Cette mutinerie prendra fin au début de l'année 2008 après que Dogolo et ses hommes eurent vu leurs revendications financières satisfaites.
Dogolo est peu à peu promu par le pouvoir de Khartoum, jusqu’à ce que ses Janjawid soient regroupés en 2013 dans un corps paramilitaire, les Forces de soutien rapide (FSR), placées sous la responsabilité d’Omar el-Bachir. Ce dernier appelle alors Dogolo « Himayti »; signifiant « mon protecteur ».

### Forces de soutien rapide et opérationÉté décisif
En 2014, les Forces de soutien rapide (FSR) sous la direction de Dogolo lancent l'opération Été décisif (« Decisive Summer ») dans le Darfour du Sud et le Darfour du Nord entre fin février et début mai 2014, qui a abouti à des tueries, des viols en masse et la torture des civils, le déplacement forcé des communautés entières, ainsi que la destruction de l'infrastructure nécessaire à la survie dans l'environnement désertique dont des puits, des réserves d'alimentation, des abris et des outils d'agriculture. Sous les ordres de Dogolo, les FSR ont plusieurs fois attaqué et brûlé dix villes dans le Darfour du Sud, surtout le 27 février 2014 et le lendemain. Des éléments sur l'implication directe de Dogolo dans ces violences ont été collectés par Human Rights Watch (HRW), notamment dans le village de Hiraiga et celui voisin d'Afouna.
En mars 2014, les FSR se sont déplacés vers le Darfour du Nord où ils ont continué à détruire des villages et tuer et violer des civils. Dans la phase II de l'opération Eté décisif, les FSR et d'autres soldats gouvernementaux ont mené une campagne de massacres et de viols de civils dans le Djebel Marra entre décembre 2014 et mai 2015, sciemment selon des témoignages recueillis par HRW.
Il a fondé le groupe Al-Junaid, d'abord destiné à l’exploitation des mines d’or avant de se diversifier, et plusieurs sociétés écrans pour financer la milice. L’ONG Global Witness indique « Hemeti est aujourd’hui à la tête d’un vaste complexe paramilitaro-industriel. Il contrôle à la fois une puissante force militaire et une source indépendante de richesse. »
Dogolo est le promoteur de l’engagement d’un contingent soudanais au sein de la coalition menée par l’Arabie saoudite dans la guerre du Yémen, depuis 2015.

### Révolution soudanaise
Lorsque la révolution soudanaise commence en décembre 2018, Dogolo y voit une fenêtre d’opportunité pour ses ambitions personnelles, et se retourne contre son ancien mentor à la tête du Soudan, Omar el-Bechir. Le 12 avril 2019, il devient vice-président du Conseil militaire de transition.
D'après des témoignages de soldats des Forces de soutien rapide (RSF) recueillis par la BBC, il aurait ordonné le massacre du 3 juin 2019, sans toutefois que la lumière ait été faite sur ce drame à ce jour.
Le 20 août 2019, un mois après un accord entre l'alliance des Forces de la liberté et du changement (FLC ou ALC) et les putschistes, un Conseil souverain de onze membres dirigé par le général Abdel Fattah Abdelrahmane al-Burhan pour une durée prévue de 21 mois, est formé. Il prête serment le lendemain.
Son frère, Abdul Rahim Hamdan Dogolo, est le commandant adjoint des FSR. Celui-ci conduit en octobre 2021 une délégation d'officiers soudanais en Israël pour envisager une coopération sécuritaire avec les autorités de ce pays.

## Coup d'État de 2021 au Soudan
Mohamed Hamdan Dogolo participe au putsch d’octobre 2021, mettant un coup d’arrêt à la transition démocratique. Dix mois plus tard, il déclare que ce putsch a échoué, et relance les négociations avec les Forces de la liberté et du changement, avec qui la junte militaire signe un accord le 5 décembre 2022.
En décembre 2022, Dogolo est nommé « homme de l’année » par la Commission nationale soudanaise des droits humains. Il s'agit d'une tentative de blanchir le passé du chef paramilitaire, prêt à tout pour faire oublier son parcours sulfureux et se poser en réconciliateur du Soudan.

## Rapprochement avec la fédération de Russie
Lors d'une rencontre le 13 février 2023, avec le ministre des Affaires étrangères russe Sergueï Lavrov, le général al-Burhan salue le déploiement de mercenaires russes de la société militaire privée Wagner aux côtés des Forces de soutien rapide. Hemeti rencontre également Lavrov lors de sa visite au Soudan.
Le 21 avril 2023, CNN publie une enquête qui révèle que le groupe Wagner aurait livré des missiles sol-air aux Forces de soutien rapide depuis les zones libyennes sous le contrôle de l'Armée nationale libyenne du général Khalifa Haftar. Le groupe Wagner et les FSR ont démenti ces informations.

## Guerre civile soudanaise (depuis 2023)
Le 15 avril 2023, l’armée soudanaise (FAS) accuse les paramilitaires des Forces de soutien rapide (FSR) d’avoir attaqué des bases dans tout le pays. Les soldats du général Dogolo affirment avoir pris le contrôle du palais présidentiel et de l'aéroport de Khartoum et de la base aérienne de Jebel Aulia. À l'aéroport de Khartoum, les miliciens de la FSR incendient des avions civils, dont un de la Saudi Airlines.
En réaction, l'armée de l'air soudanaise effectue des raids aériens à Khartoum sur des positions tenues par les FSR.
Il est limogé de son poste de vice-président du conseil de souveraineté de transition de la république du Soudan le 19 mai 2023.
En janvier 2025, il est la cible de sanctions américaines pour « son rôle dans les atrocités systématiques commises contre le peuple soudanais », incluant des « meurtres systématiques d'hommes et de jeunes garçons ainsi que de viols ciblés de femmes et de jeunes femmes du fait de leur origine ethnique ».
Il proclame un gouvernement parallèle avec nouvelle monnaie et documents d’identité, sollicitant la reconnaissance de l’Union africaine, tandis que le gouvernement soudanais suspend les importations kényanes après un accord à Nairobi, aggravant une crise humanitaire marquée par des milliers de morts, des millions de déplacés et un risque de famine selon l’ONU,.
Le 26 juillet 2025, la composition de ce gouvernement parallèle est annoncé et Dogolo est élu à la tête du conseil présidentiel. Au même moment, la situation humanitaire de la populations civile continue de se détériorer très rapidement et de manière catastrophique. Les forces de Dogolo en sont les principaux responsables et créent volontairement une famine comme arme de guerre. 

## Personnalité
Le journaliste néerlandais Klaas van Dijken, qui a rencontré Dogolo en 2020, le décrit comme un personnage ambivalent : « très éloquent et agréable, voire sympathique. Mais en même temps, il représente le pouvoir et il le sait. Il a l’aura de celui qui décide si tu quitteras la pièce vivant ou pas. Et sa gentillesse apparente le rend encore plus inquiétant quand on sait de quoi il est accusé ».